# Tyll

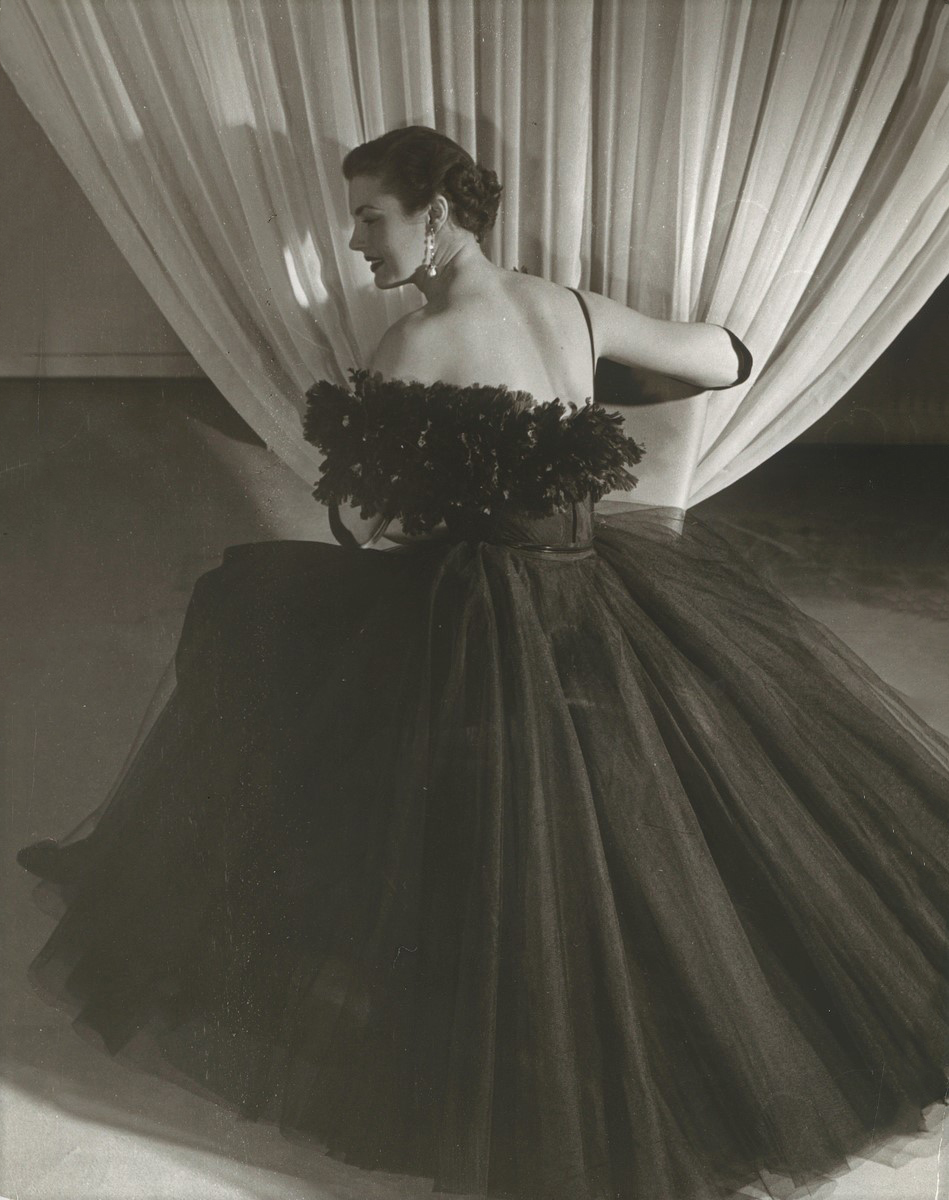
Kvinna iförd aftonklänning i tyll.

Tyll (franska tulle) är ett tunt genombrutet tyg med fyr- eller sexkantiga maskor. Tyget började enligt uppgift vävas i Calais 1818. Den utgör en efterbildning av 1700-talsspetsarnas sydda eller knypplade botten. Tyll används bland annat till brudslöjor, spetsar och gardiner.
Ordet tyll är belagt i svenska språket sedan 1808. Ordet kommer från franskan där det har samma betydelse och kommer från början från den franska staden Tulle.

## Bilder

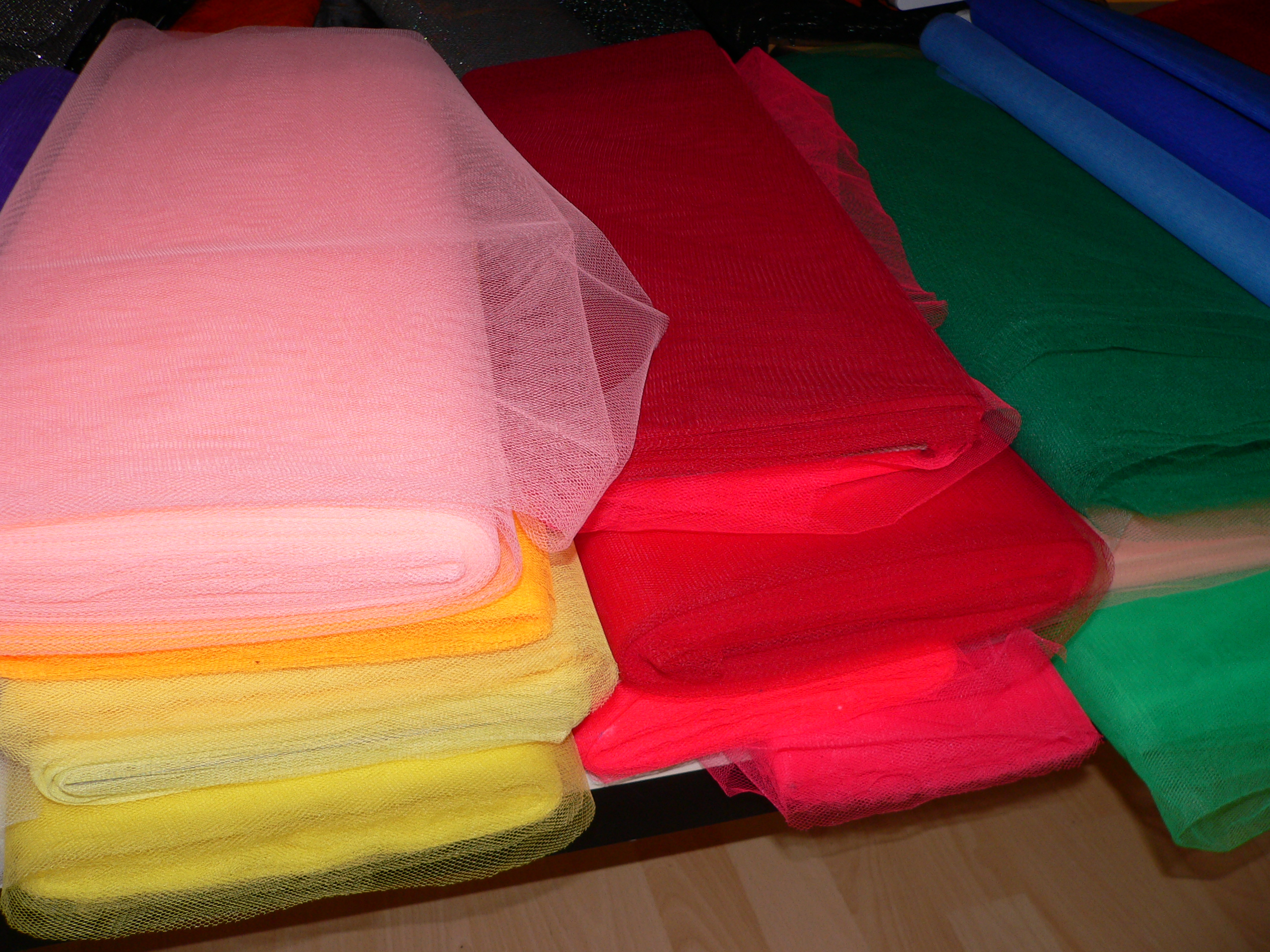
Tyll i olika färger.
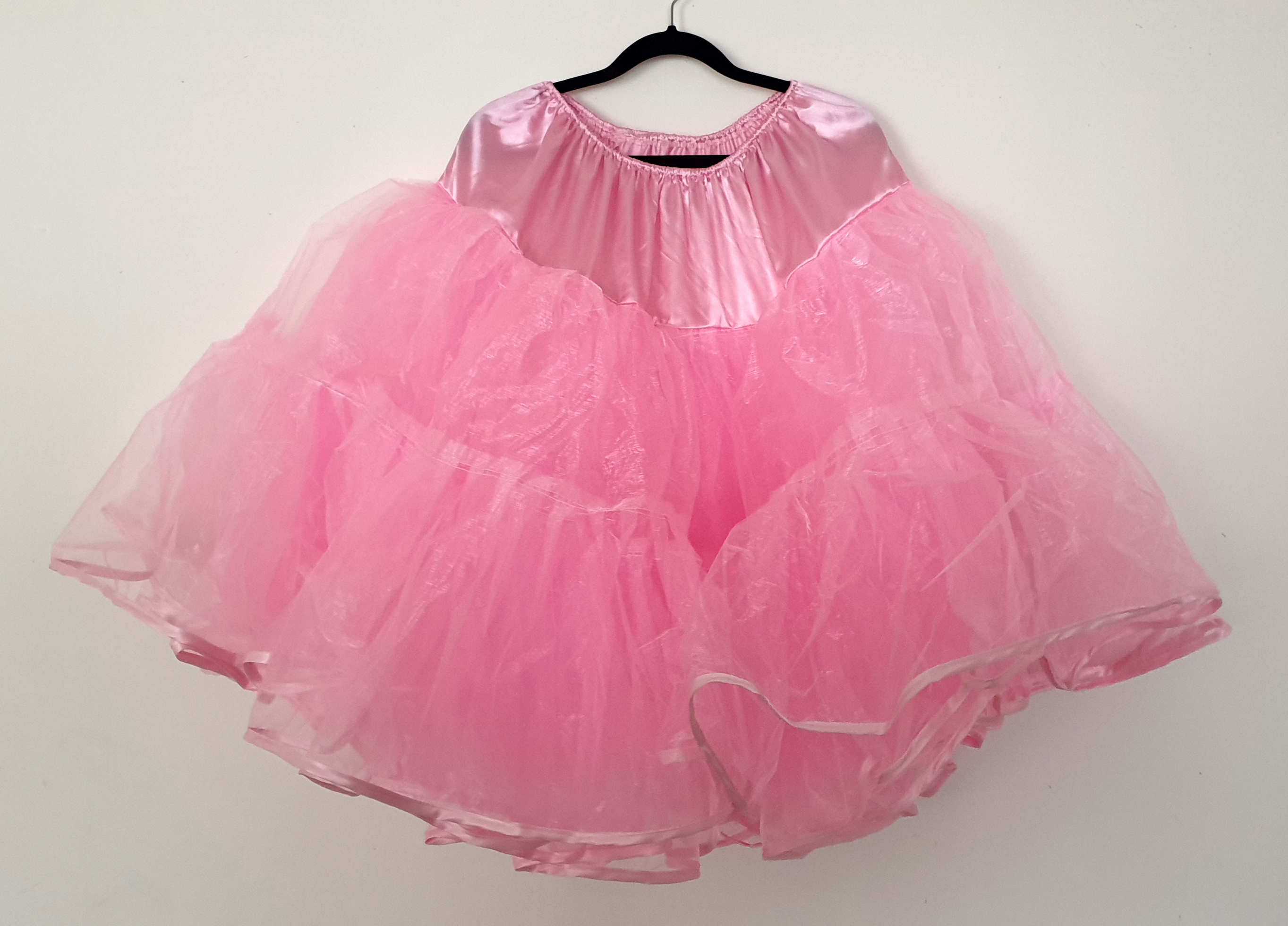
Skär petticoat (underkjol) i tyll.